# Paracalliactis azorica
Paracalliactis azorica är en havsanemonart som beskrevs av Doumenc 1975. Paracalliactis azorica ingår i släktet Paracalliactis och familjen Hormathiidae. Inga underarter finns listade i Catalogue of Life.